# Teneur en substances volatiles
La teneur en substances volatiles, ou "Taux de Non Alcool" (TNA), indiquée en g/HAP (hectolitre d'alcool pur), est la quantité de substances volatiles autres que l'alcool éthylique, et le méthanol, contenus dans une boisson spiritueuse issue exclusivement d'une distillation obtenue uniquement par distillation ou redistillation des matières premières mises en œuvre. Cette teneur permet d'identifier facilement une boisson spiritueuse comme le rhum par dégustation. Cette indication est liée au souhait du législateur français de protéger les eaux-de-vie de vins sur le marché national,.